# Varreddes
Varreddes är en kommun i departementet Seine-et-Marne i regionen Île-de-France i norra Frankrike. Kommunen ligger i kantonen Meaux-Nord som tillhör arrondissementet Meaux. År 2022 hade Varreddes 2 166 invånare.

## Befolkningsutveckling
Antalet invånare i kommunen Varreddes
| Referens: INSEE |